# Рудновська
Ру́дновська (рос. Рудновская) — присілок у складі Тарногського району Вологодської області, Росія. Входить до складу Верховського сільського поселення.

## Населення
Населення — 34 особи (2010; 44 у 2002).
Національний склад (станом на 2002 рік):
- росіяни — 98 %